# Catocala montana
Catocala montana är en fjärilsart som beskrevs av William Beutenmüller 1907. Catocala montana ingår i släktet Catocala och familjen nattflyn. Inga underarter finns listade i Catalogue of Life.